# Бока-Пойнте
Бока-Пойнте (англ. Boca Pointe) — бывшая статистически обособленная местность (CDP), а ныне невключенная территория, расположенная неподалеку от города Бока-Ратон в округе Палм-Бич, Флорида, США. По переписи 2000 года население составляло 3302 человека. В переписи 2010 года Бока-Пойнте не был указан как населённый пункт. Хотя официально оно не находится в составе города Бока-Ратон, сообщество часто расценивается как его часть.

## География
По данным Бюро переписи населения США статистически обособленная местность Бока-Пойнте имеет общую площадь в 3,11 квадратных километров, водных ресурсов в черте населённого пункта не имеется.
Статистически обособленная местность Бока-Пойнте расположена на высоте 4 м над уровнем моря.

## Демография
| Год переписи        | Нас. |  | %±    |
| ------------------- | ---- |  | ----- |
| 1990                | 2174 |  | —     |
| 2000                | 3302 |  | 51,9% |
| 1990–2000 Источник: |      |  |       |

По данным переписи населения 2000 года в Бока-Пойнте проживало 3302 человека, 1136 семей, насчитывалось 1824 домашних хозяйств и 2089 жилых домов. Средняя плотность населения составляла около 1061,74 человека на один квадратный километр. Расовый состав населённого пункта распределился следующим образом: 98,64 % белых, 0,39 % — чёрных или афроамериканцев, 0,61 % — азиатов, 0,18 % — представителей смешанных рас, 0,18 % — других народностей. Испаноговорящие составили 3,36 % от всех жителей статистически обособленной местности.
Из 1824 домашних хозяйств в 5,1 % воспитывали детей в возрасте до 18 лет, 58,8 % представляли собой совместно проживающие супружеские пары, в 2,9 % семей женщины проживали без мужей, 37,7 % не имели семей. 32,6 % от общего числа семей на момент переписи жили самостоятельно, при этом 19,2 % составили одинокие пожилые люди в возрасте 65 лет и старше. Средний размер домашнего хозяйства составил 1,81 человек, а средний размер семьи — 2,21 человек.
Население статистически обособленной местности по возрастному диапазону по данным переписи 2000 года распределилось следующим образом: 4,6 % — жители младше 18 лет, 1,5 % — между 18 и 24 годами, 9,3 % — от 25 до 44 лет, 31,7 % — от 45 до 64 лет и 52,9 % — в возрасте 65 лет и старше. Средний возраст жителей составил 66 лет. На каждые 100 женщин в Бока-Пойнте приходилось 79,3 мужчин, при этом на каждые сто женщин 18 лет и старше приходилось 78,7 мужчин также старше 18 лет.
Средний доход на одно домашнее хозяйство статистически обособленной местности составил 90 476 долларов США, а средний доход на одну семью — 104 601 доллар. При этом мужчины имели средний доход в 81 611 долларов США в год против 37 143 доллара среднегодового дохода у женщин. Доход на душу населения статистически обособленной местности составил 90 476 долларов в год. Все семьи имели доход, превышающий уровень бедности, 2,0 % от всей численности населения находилось на момент переписи населения за чертой бедности, при том все жители младше 18 и старше 65 лет имели совокупный доход, превышающий прожиточный минимум.